# Eduard Schwoiser
Eduard Schwoiser (* 18. März 1826 in Brüsau in Mähren; † 3. September 1902 in Starnberg, Königreich Bayern) war ein deutscher Historienmaler.

## Leben

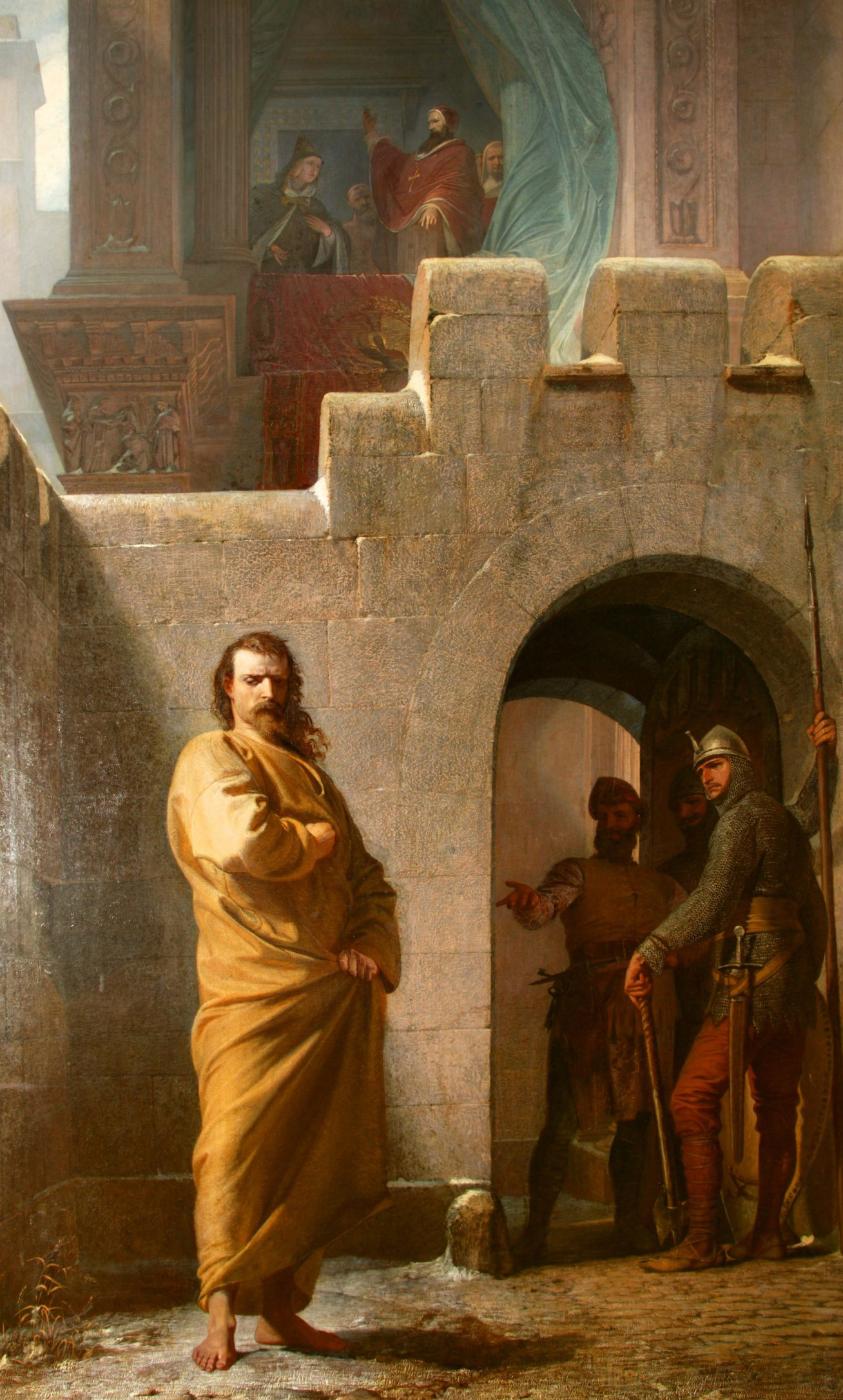
„König Heinrich vor Canossa“ von Eduard Schwoiser

Eduard Schwoiser war der Sohn eines Kunstmalers aus Brüsau im Schönhengstgau. Am 30. Januar 1851 immatrikulierte er sich an der Königlichen Akademie der Bildenden Künste München für das Fach Malerei und wurde am 12. April 1853 in die Klasse von Professor Philipp Foltz versetzt. An der Akademie freundete er sich mit Wilhelm Hauschild an, mit dem er später an zahlreichen gemeinsamen Projekten beteiligt war. So u. a. bereits 1854, als er das Altarblatt des Sebastiansaltars für die Kirche St. Josef in Starnberg schuf, Hauschild übernahm jenes des Petrusaltars.
Zu Schwoisers bekanntesten Werken gehört das Gemälde
- König Heinrich IV. als Büßer zu Canossa im Jahr 1077, das er im Jahre 1869 im Auftrag des Königs Maximilian II. für die Historische Gemäldegalerie des Münchner Maximilianeums zusammen mit acht Szenen aus der bayerischen Geschichte schuf.

Im Auftrag des Königs Ludwig II. malte er mehrere Deckenbilder für das Neue Schloss Herrenchiemsee:
- Asträos und Aurora, eine Allegorie von Tag und Nacht, zugleich ideelle Begegnung König Ludwigs II. mit  Ludwig XIV., seinem Idol (im Salon de l’Oeil de Bœuf)
- Phöbus Apoll im Reigen der olympischen Götter (in der Chambre de Parade)
- Merkur als Götterbote (im Salon de Conseil, 1883)
- Beteiligung an der Ausmalung der Galerie des Glaces durch acht Maler (1879–1881)

Drei Deckenbilder für Schloss Linderhof:
- Flora sowie Amor und Psyche (zwei der vier Deckenbilder im Speisezimmer, um 1872–1874, die anderen beiden von August von Heckel)
- Geburt der Venus (im Spiegelsaal, 1875–1877)

Für das Schloss Neuschwanstein:
- Szenen aus dem Ritterleben im Mittelzimmer der Torbauwohnung

## Weitere Werke (Auswahl)
- Pfarrkirche St. Josef in Starnberg: Hl. Sebastian, Altarblatt des rechten Seitenaltars (1854)[3][4]
- Museum Fünf Kontinente, früher Bayerisches Nationalmuseum, München: Beteiligung an einem von fünf Malern ausgeführten Zyklus von 134 Wandfresken (1864–1867), von denen heute noch 38 erhalten aber zumeist unter Abdeckungen verborgen sind[8]
- Rathaus in Landsberg am Lech (1879):[9][10]
  - Kaiser Ludwig der Bayer stattet Landsberg mit Rechten und Privilegien aus und
  - Dreißigjähriger Krieg, Einfall der Schweden